# Ambulance (film)
Pour les articles homonymes, voir Ambulance (homonymie).
Ne doit pas être confondu avec L'Ambulance (film).
Pour plus de détails, voir Fiche technique et Distribution.
Ambulance est un film américain réalisé par Michael Bay, sorti en 2022.
Il s'agit d'un remake du film danois Ambulancen (da) de Laurits Munch-Petersen (2005).
Le film suit Will Sharp, un homme sans histoires de la classe moyenne. Ancien soldat en Afghanistan, il a désespérément besoin de 231 000 dollars pour les soins médicaux de sa femme. Il contacte alors Danny, son frère adoptif au passé criminel, pour l'aider. Celui-ci le recrute pour participer à un braquage pouvant rapporter près de 32 millions de dollars : The L.A. Federal Bank Trust. Mais rien ne se passe comme prévu. Leurs complices sont tués et les deux frères tirent sur un officier du LAPD. Pour s'enfuir, ils volent une ambulance. À son bord se trouvent Cam Thompson, une ambulancière, et l'officier de police mourant sur lequel ils ont tiré,.

## Synopsis
Vétéran du corps des Marines durant la guerre d'Afghanistan Will Sharp a désespérément besoin de 231 000 $ pour la chirurgie expérimentale du cancer de sa femme Amy. Il demande de l'aide à Danny, son frère adoptif et criminel de longue date, qui le persuade de participer immédiatement à un braquage de banque de 32 millions de dollars. Bien qu'initialement hésitant, Will accepte après que Danny a réaffirmé qu'il le faisait pour Amy. Le plan réussit presque jusqu'à ce que l'officier Zach Parker, qui se rend à la banque pour demander un rendez-vous galant à une caissière, découvre la situation et soit retenu en otage par Danny. Une fusillade se produit entre l'un des membres du braquage et le partenaire de Zach, l'officier Mark. La Special Investigation Section (SIS) du LAPD informée du braquage, se déploie en tuant ou arrêtant toute l'équipe sauf Will et Danny, qui se retirent vers le parking souterrain. Zach tente de s'échapper et lors d'une bagarre entre lui et Danny, il est accidentellement touché par un tir de Will. Laissant Zach mourir, les frères tentent de sortir par l'arrière du bâtiment, mais le trouvent encerclé par la police. Ils détournent une ambulance avec l’ambulancière Cam Thompson à bord, qui soigne Zach blessé. Après une poursuite qui les mène dans une ruelle, Cam tente désespérément de s'échapper à l'aide d'un extincteur, mais est rapidement rattrapée par Danny alors que Zach fait une crise cardiaque.
Le capitaine du SIS Monroe arrive sur les lieux et déploie des hélicoptères pour poursuivre l'ambulance. Tandis que les voitures de police les retrouvent, Cam demande à Danny de l'aider à utiliser un défibrillateur et à Will de transférer une partie de son sang à Zach, à sa grande confusion et frustration. Danny appelle Papi, l'un des amis criminels de son père adoptif, pour l'aider à perdre la police en échange de 8 millions de dollars. Lorsque Cam empêche Danny de tirer sur Mark, qui les poursuit, Danny menace de la jeter hors de l'ambulance. La police est forcée de battre en retraite lorsqu'on découvre que le chien de Monroe, Nitro, se trouve à l'intérieur du véhicule de police de Mark. L'agent du FBI Anson Clark, un ancien collègue d'école de criminologie de Danny, est chargé de l'affaire.
Alors que Zach commence à saigner, Cam, avec l'aide de Will, commence à opérer Zach avec les médecins en visioconférence, mais sa rate se rompt. Malgré son inexpérience, Cam réussit l'opération. Cam essaie de convaincre Will d'arrêter Danny, en vain. Monroe, ignorant le succès de l'opération, poursuit l'opération et se prépare à abattre Will et Danny sans négocier pour la vie de Cam. Anson appelle Cam et lui dit de se protéger des snipers. Cam, voulant sauver la vie de Zach, alerte Will et Danny à propos des tireurs d'élite. Danny, en ayant assez de Cam, décide de lui tirer dessus, mais Will intervient, provoquant une bagarre entre les frères. Ils se réconcilient et écoutent de la musique ensemble ("Sailing" de Christopher Cross) pour apaiser la tension.
Dans le canal de la Los Angeles River, des hélicoptères poursuivent l'ambulance alors que Danny leur tire dessus. Will et Danny roulent sur la voie opposée de l'autoroute, créant de multiples accidents. Sur ordre de Papi, plusieurs ambulances identiques à celle de Danny sont envoyées dans des directions différentes pour brouiller le dispositif policier. Son fils Roberto conduit une ambulance vide vers la police après l'avoir remplie d'explosifs C-4 et déploie une mitrailleuse sur une voiture télécommandée pour causer des dégâts supplémentaires, qui finissent par blesser Monroe entre deux feux. Mark poursuit Roberto et lui fait accidentellement se tirer une balle après une bagarre, laissant son père en colère et désemparé. Will et Danny s'échappent vers la cachette de Papi, où Papi demande aux frères de leur laisser Zach et Cam pour compenser la mort de Roberto ; Will refuse de coopérer et fait équipe avec Danny pour tuer Papi et son équipe. Dans le chaos, Cam tire accidentellement sur Will en utilisant le pistolet de Zach, le prenant pour l'un des membres du gang. Cela les révèle également à la police qui les poursuit une fois de plus alors qu'ils s'échappent.
Danny emmène l'ambulance à l'hôpital pendant que Cam essaie de sauver Will au moment où les forces de police les entourent. Alors que Cam essaie de soigner Will, Danny découvre l'arme de Zach et devient furieux quand Cam révèle que c'est elle qui a tiré sur Will. Alors qu'Anson ordonne à Danny de se rendre ou d'être abattu, Danny jure de se tuer avec Cam en direct à la télévision, avant d'affronter Anson et le reste de la police. Will, qui n'a pas d'autre choix, tire sur Danny dans le dos avant que la police ne l'arrête et ne le mette au sol à côté d'un Danny blessé pendant que Cam est mise en toute sécurité. Danny s'excuse auprès de Will pour ses actions avant de mourir des suites de ses blessures au moment même où Amy et son bébé arrivent, après avoir réalisé les actions de son mari lors d'un braquage afin qu'il puisse payer son traitement contre le cancer. Alors que Will est emmené à l'intérieur pour une opération alors qu'il est menotté, Cam donne secrètement une partie de l'argent du braquage à Amy pour son opération, et Zach, interrogé par la police sur ses blessures, leur répond que Will lui a sauvé la vie. Cam rend ensuite visite à Lindsey, une fille qu'elle a sauvée d'un accident de voiture plus tôt, avant de quitter l'hôpital.

## Fiche technique
Sauf indication contraire, les informations mentionnées dans cette section peuvent être confirmées par la base de données cinématographiques IMDb,  présente dans la section « Liens externes ».
- Titre original, français et québécois : Ambulance
- Réalisation : Michael Bay
- Scénario : Chris Fedak, d'après le scénario original écrit par Laurits Munch-Petersen et Lars Andreas Pedersen
- Musique : Lorne Balfe
- Direction artistique : Jace Ford
- Décors : Karen Frick
- Costumes : Lisa Lovaas
- Photographie : Roberto De Angelis
- Montage : Pietro Scalia, Doug Brandt et Calvin Wimmer
- Production : Ian Bryce, Bradley J. Fischer, William Sherak et James Vanderbilt
  - Production déléguée : Joseph Drake, Rene Ezra, Nathan Kahane, Laeta Kalogridis, Michael Kase, John Powers Middleton, Tracey Nyberg et Tomas Radoor
- Sociétés de production : Endeavor Content, Bay Films, New Republic Pictures et Project X Entertainment
- Société de distribution : Universal Pictures (États-Unis, France)
- Budget : 40 millions de dollars
- Pays de production :  États-Unis
- Langue originale : anglais
- Format : couleur
- Genre : action, thriller, film de casse
- Durée : 136 minutes
- Dates de sortie[3] :   
  - Égypte, Indonésie et Philippines : 16 mars 2022
  - France : 20 mars 2022 (avant-première à Paris) ; 23 mars 2022 (sortie nationale)
  - États-Unis et Québec[4] : 8 avril 2022
- Classification :
  - France : interdit aux moins de 12 ans lors de sa sortie en salles et à la télévision[réf. nécessaire]

## Distribution
- Jake Gyllenhaal (VF : Rémi Bichet ; VQ : Martin Watier) : Daniel « Danny » Sharp
- Yahya Abdul-Mateen II (VF : Mohad Sanou ; VQ : Fayolle Jean Jr.) : William « Will » James Sharp
- Eiza González (VF : Claire Morin ; VQ : Catherine Brunet) : Camille « Cam » Thompson
- Garret Dillahunt (VF : Laurent Maurel ; VQ : Louis-Philippe Dandenault) : le capitaine Monroe, chef du service des enquêtes spéciales
- A Martinez (VF : Patrick Raynal ; VQ : Manuel Tadros) : Papi
- Keir O'Donnell (VF : Sébastien Desjours ; VQ : Nicolas Charbonneaux-Collombet) : l'agent spécial du FBI, Anson Clark, ancien ami de Danny
- Moses Ingram (VF : Mbembo) : Amy Sharp
- Wale Folarin (VF : Asto Montcho ; VQ : Lyndz Dantiste) : Castro
- Colin Woodell (VF : Julien Allouf ; VQ : Maël Davan-Soulas) : Scott
- Jesse Garcia (VF : Vincent Ropion ; VQ : Hugolin Chevrette-Landesque) : Roberto
- Victor Gojcaj : Victor
- Jackson White (VF : Laurent Sao ; VQ : Gabriel Lessard) : l'officier Zach
- Olivia Stambouliah (VF : Vanina Pradier ; VQ : Marie Bernier) : le lieutenant Dhazghig
- Cedric Sanders (VF : Baptiste Marc ; VQ : Kevin Houle) : l'officier Mark
- Remi Adeleke (VF : Günther Germain) : Wade
- Devan Chandler Long : William Wallace
- Jessica Capshaw : Rosie Thornton

Version française réalisée par Creative Symphonia ; direction artistique : Michel Derain ; adaptation des dialogues : Pierre Arson ; enregistrement : Emmanuel Mertens ; mixage : Thomas Lafforgue
Version québécoise réalisée par Difuze ; direction artistique : Sébastien Reding ; adaptation des dialogues : Andréane Girard et Nadine Taillon

## Production

### Genèse, développement et attribution des rôles
En août 2015, Phillip Noyce est annoncé comme réalisateur d'un film intitulé Ambulance, remake du film danois Ambulancen de Laurits Munch-Petersen, sorti en 2005. Le nouveau script est écrit par Chris Fedak. Deux ans plus tard, c'est finalement le duo israélien Navot Papushado / Aharon Keshales qui doit le réaliser. Mais le film n'entre pas en production. En novembre 2020, le projet est relancé avec l'arrivée de Michael Bay à la mise en scène. Ce dernier décrit le film comme un « projet axé sur les personnages » à mi-chemin entre Speed (1994) et Bad Boys (1995).
Le film est financé par Endeavor Content et produit notamment par New Republic Pictures et Project X. L'intrigue suit deux frères qui volent une ambulance occupée par une auxiliaire médicale. Les noms de Jake Gyllenhaal et Dylan O'Brien sont alors évoqués pour les deux frères alors qu'Eiza González est envisagée pour jouer l'auxiliaire ,. En décembre de la même année, Universal Pictures confirme qu'elle distribuera le film. Il est aussi annoncé que Yahya Abdul-Mateen II tiendra la vedette avec Jake Gyllenhaal, après le départ de Dylan O'Brien — finalement indisponible — et la réécriture du script,. La présence d'Eiza González est confirmée peu après. En janvier 2021, Garret Dillahunt, A Martinez, Keir O'Donnell ainsi que Moses Ingram rejoignent la distribution. En février de la même année, c'est au tour du rappeur Wale d'être annoncé au même titre que Cedric Sanders, Jackson White, Colin Woodell, Olivia Stambouliah, Jesse Garcia et Victor Gojcaj,,.

### Tournage
Le tournage débute à Los Angeles en janvier 2021, avec un protocole très strict en raison de la pandémie de Covid-19. Une séquence est notamment tournée à Downtown Los Angeles. En février 2021, Michael Bay dévoile sur les réseaux sociaux une vidéo de tournage où il filme lui-même une scène d'action sur une dolly, proche de se faire percuter par un véhicule. Une citation de Sean Connery est dite dans ce film provenant d'un autre film The Rock (1996) réalisé par Michael Bay.

## Accueil

### Sorties
La sortie américaine était prévue pour le 18 février 2022 aux États-Unis. Cependant, en décembre, le distributeur Universal Pictures la décale finalement au 8 avril 2022,. Le film sera ensuite disponible sur la plateforme Peacock, 45 jours après la sortie dans les salles américaines. Le film est d’abord sorti dans certains pays depuis le 16 mars 2022 avant la sortie américaine.

### Accueil critique
(septembre 2022).
La critique est assez enthousiaste pour le quinzième film de Michael Bay. Ainsi, Ouest-France parle d'un film de « deux heures aussi spectaculaires que ludiques ». Pour Écran Large, il s'agit là d'un « film d’action joyeusement expérimental. (…) Sans doute l’un de ses exercices de style les plus aboutis ! ». Si le film « reste une bonne surprise », Culturebox estime que le film « aurait gagné à être raccourci » du fait de « son lot d’invraisemblances et d’incohérences, et au final [d'un] développement un peu complaisant ». L'Humanité s'exprime en ces termes : « Michael Bay reste Michael Bay  : à la fois le pire et le meilleur des artificiers du septième art. Avec ses défauts (de faux raccords par dizaine, une emphase mal dosée, son manichéisme…) mais aussi ses qualités, telles des idées de plans aussi improbables que spectaculaires et l’envie de combler celui qui se trouve devant l’écran ».
En France, le site Allociné recense 19 critiques de presse et attribue une note moyenne de 3,2⁄5. Les sites Metacritic et Rotten Tomatoes lui attribuent respectivement les notes 46 et 76 %,.

### Box-office
Le jour de sa sortie en France, le film réalise 37 688 entrées, dont 21 792 en avant-première, pour 434 copies. Ce résultat le place en troisième position du box-office français devant L'Ombre d'un mensonge (8 170) et derrière Le Temps des secrets (39 488). Au bout d'une semaine d'exploitation, le film confirme sa troisième position avec 123 544 entrées, derrière Le Temps des secrets (142 419) et devant La Brigade (119 405). La semaine suivante, celle du 30 mars, le film chute à la neuvième place du box-office avec 72 539 entrées supplémentaires, devant Uncharted (67 321) et derrière le film français Goliath (84 910).
| Pays ou région    | Box-office      | Date d'arrêt du box-office | Nombre de semaines |
| ----------------- | --------------- | -------------------------- | ------------------ |
| États-Unis Canada | 22 309 115 $    | 26 mai 2022                | 7                  |
| France            | 250 665 entrées | 3 mai 2022                 | 6                  |
| Total mondial     | 51 309 115 $    | -                          | -                  |